# Villacerf
Villacerf település Franciaországban, Aube megyében. Lakosainak száma 600 fő (2022. január 1.). Villacerf Chapelle-Vallon, Chauchigny, Mergey, Payns és Savières községekkel határos.

## Népesség
A település népessége az elmúlt években az alábbi módon változott:
| Lakosok száma | 279  | 384  | 390  | 476  | 555  | 580  | 589  | 602  | 611  | 600  |
|               | 1968 | 1982 | 1990 | 2006 | 2013 | 2015 | 2017 | 2019 | 2020 | 2022 |